# Andrei Yeremenko
Andrey "Andrei" Ivanovich Yeryomenko (ou Yeremenko, Eremenko; russo: Андрей Иванович Ерёменко; Markokva, 14 de outubro de 1892 - Moscou, 19 de novembro de 1970) foi um Marechal da União Soviética, atuante na Segunda Guerra Mundial.
Filho de um pequeno agricultor, Yeremenko nasceu na província de Kiev, na Ucrânia e entrou para o exército imperial russo em 1913, em busca de uma vida melhor e serviu na frente romena durante a I Guerra Mundial. Em 1918, com a Revolução, entrou para o Exército Vermelho. Após a guerra, serviu na cavalaria em Leningrado (hoje São Petersburgo) e formou-se pela  Academia Militar de Frunze.

## Carreira militar

### Projeto e primeiros serviços
Nascido em Markivka no Governo de Carcóvia na Ucrânia em uma família de camponeses, Yeryomenko foi convocado para o Exército Imperial em 1913, servindo nas frentes romenas sudoeste durante a Primeira Guerra Mundial. Se juntou ao Exército Vermelho em 1918, onde atuou na lendário Cavalaria de Budyonny (Primeira Cavalaria do Exército). Frequentou a Escola de Cavalaria de Leningrado e, em seguida, a Academia Militar Frunze, graduando-se em 1935. Além de sua educação, foi nomeado ao comando de um regimento de cavalaria em dezembro de 1929, em seguida, uma divisão em 1937, e, em seguida, o 6º Corpo de Cavalaria em 1938.

### Invasão da Polônia Oriental
Em 17 de setembro de 1939, Yeryomenko levou seu Sexto Corpo de Cavalaria ao leste da Polônia, como parte das operações acordadas entre a Alemanha e a União Soviética no âmbito do Pacto Molotov-Ribbentrop. Em geral, esta operação soviética não foi eficientemente organizada. Yeryomenko (cujo Corpo continha tanque de luz contida e outros elementos motorizados) foi forçado a solicitar uma ponte aérea de emergência do combustível, de modo a continuar o seu avanço. Apesar destas dificuldades, o Corpo continuou se movendo, e Yeryomenko ganhou o apelido de "Guderian russo".

### Grande Guerra Patriótica

#### Primeiros comandos
Yeryomenko recebeu o comando do prestigiado Primeiro Exército da Bandeira Vermelha no Extremo Oriente, profundo no leste da Sibéria, onde cumpria com a eclosão da Operação Barbarossa em 22 de junho de 1941. Oito dias após a invasão começar, foi chamado a Moscou, onde foi feito o Comandante em Exercício da Frente Ocidental Soviética, dois dias depois de seu comandante original, General do Exército Dmitri Pavlov, ser demitido (e mais tarde condenado e executado) por incompetência. Foi empurrado a uma posição muito precária. A abordagem Blitzkrieg nazista à guerra rapidamente dominou a Frente Ocidental, mas Yeryomenko motivou as tropas restantes, e deteve a ofensiva alemã nos arredores de Smolensk. Durante esta viciosa e defensiva batalha de Smolensk, Yeryomenko foi ferido. Por causa de seus ferimentos, foi transferido à recém-criada Frente Bryansk.
No final de agosto, foi ordenado a lançar operações de contra-ofensiva ao longo da Frente Bryansk, principalmente contra o Segundo Grupo Panzer de Guderian já que ele começou a se mover ao sul para armadilha da Frente Sudoeste de Kirponos em torno de Kiev. O Stavka, especialmente Stalin e Shaposhnikov, parecia convencido de que Yeryomenko poderia bloquear ou desviar a unidade de Guderian e salvar Kiev do cerco.
Em outubro, os alemães lançaram a Operação Tufão, que foi uma ofensiva destinada a capturar Moscou. A maioria das forças enfraquecidas de Yeryomenko (3ª, 13ª e o 50° exército) foram parcialmente cercados em 08 outubro embora pequenas unidades conseguiram escapar por dias ou semanas seguintes. Em 13 de outubro, foi novamente ferido, desta vez severamente. Foi evacuado para um hospital militar em Moscou, onde passou várias semanas se recuperando. Em janeiro de 1942, foi nomeado comandante do 4º Exército de Choque, parte da Frente Norte-Ocidental. Durante a Contra-ofensiva soviética do Inverno, o exército de Yeryomenko fazia parte do grande sucesso da Ofensiva de Toropets-Kholm, que liberou Toropets e grande parte da região, ajudando a criar o Rzhev Salient, que se tornou um grande campo de batalha ao longo dos próximos 15 meses. Em 20 de janeiro de 1942, foi novamente ferido, desta vez em uma perna, quando aviões alemães bombardearam seu quartel-general. Yeryomenko se recusou a evacuar para um hospital até que a batalha em torno dele terminasse.

#### Batalha de Stalingrado
Seu desempenho nas ofensivas durante o inverno restauraram a confiança de Stalin, e foi-lhe dado o comando da Frente Sudeste, em 1° de agosto de 1942, onde passou a lançar contra-ataques poderosos contra a ofensiva alemã no Cáucaso, a chamada Fall Blau. Yeryomenko e comissário Nikita Khrushchov planejavam a defesa de Stalingrado, reunindo e re-organizando homens e equipamentos quebrados de volta à cidade pelo rio Don e as estepes para o oeste. Quando um de seus subordinados, o general Anton Lopatin, duvidava que seu 62° Exército seria capaz de defender Stalingrado, Yeryomenko o substituiu com o tenente-general Vassili Chuikov, como comandante do Exército em 11 de setembro de 1942. Chuikov e o 62° Exército passaram a provar a si mesmos quer eram os defensores da cidade, confirmando o julgamento de Yeryomenko. Em 28 de setembro, a Frente Sudeste foi renomeada Frente de Stalingrado.
Durante a Operação Urano, em novembro de 1942, as forças de Yeryomenko ajudaram a cercar o 6° Exército alemão do sul, ligando-se com a penetração do norte de Kalach-na-Donu. O general alemão Erich von Manstein logo tentou contra-atacar as forças soviéticas e romper a linha para aliviar os alemães cercados. Yeryomenko desarmou o ataque com sucesso, em grande parte, com as forças do 2º Exército de Guardas ao longo de suas posições voltando atras do rio Myshkova.

#### Após Stalingrado
Em 1° de janeiro de 1943, a Frente de Stalingrado foi renomeada Frente Sul. Após o fim da ofensiva de inverno, em março de 1943, Yeryomenko foi transferido para o norte à Frente de Kalinin, que se manteve relativamente calmo até setembro, quando Yeryomenko lançou uma pequena, mas bem-sucedida ofensiva. Em dezembro, Yeryomenko foi novamente enviado ao sul, desta vez para assumir o comando do Exército Costeiro Separado, que foi criado em conjunto para retomar a Crimeia, que foi realizado com a ajuda da 4ª Frente Ucraniana de Fyodor Tolbukhin. Em abril, mais uma vez foi enviado para o norte, para comandar a 2ª Frente Báltica. Durante a campanha de verão, a 2ª Frente Báltica foi muito bem sucedida em esmagar a oposição alemã, e foi capaz de capturar Riga, ajudando a reprimir cerca de 30 divisões alemãs na Letônia. Em 26 de março de 1945, Yeryomenko foi transferido para o comando da 4º Frente Ucraniana, a unidade que ele controlava até o final da guerra. A 4º Frente Ucraniana foi posicionada no leste da Hungria. Sua ofensiva subsequente ajudou a capturar o resto da Hungria, e abriu o caminho para a ocupação soviética da Checoslováquia. Seu exército ocupou muitas cidades e vilas do país, mais notavelmente Ostrava. Hoje, muitas ruas na República Checa levam seu nome.

## Pós-guerra
Após a Segunda Guerra Mundial, Yeremenko recebeu diversos comandos: comandante militar dos Cárpatos de 1945 a 1946, comandante-em-chefe da região militar oeste da Sibéria entre 1946 e 1952 e comandante-em-chefe da região militar do norte do Cáucaso entre 1953 e 1958.
Em 11 de março de 1955, numa cerimônia com mais onze notáveis comandantes militares soviéticos, Andrei Yeremenko recebeu de Nikita Kruschev o título de Marechal da União Soviética, a mais alta e exclusiva patente  militar do país. Em 1958 foi nomeado inspetor-geral do Ministério da Defesa da URSS, um cargo cerimonial, que o permitiu retirar-se da ativa no mesmo ano. 
Morreu em novembro de 1970 em Moscou, aos 78 anos de idade.